# 東德體育禁藥問題
德意志民主共和国政府曾在数十年間强制讓運動員服用提高成绩的药物。一開始此類藥物是睾酮，后来換成同化類固醇药物。這些兴奋剂对许多运动员的健康产生了负面影响。東德政府此舉的目的是希望通过運動員在奥林匹克运动会等国际比赛中赢得更多奖牌来提升国家形象和威望。东德運動員大規模服用兴奋剂的歷史可以追溯到于1960年代。